# David Rawlings
David Todd Rawlings (* 30. Dezember 1969 in North Smithfield, Rhode Island) ist ein US-amerikanischer Folkmusiker. Für andere Musiker ist er als Produzent, Gitarrist und Songwriter tätig. Bekannt ist er für seine Zusammenarbeit mit Gillian Welch. Er ist aber auch solo und mit David Rawlings Machine aktiv. Zweimal wurde er mit einem Grammy Award ausgezeichnet und einmal für Filmmusik für einen Oscar nominiert.

## Biografie

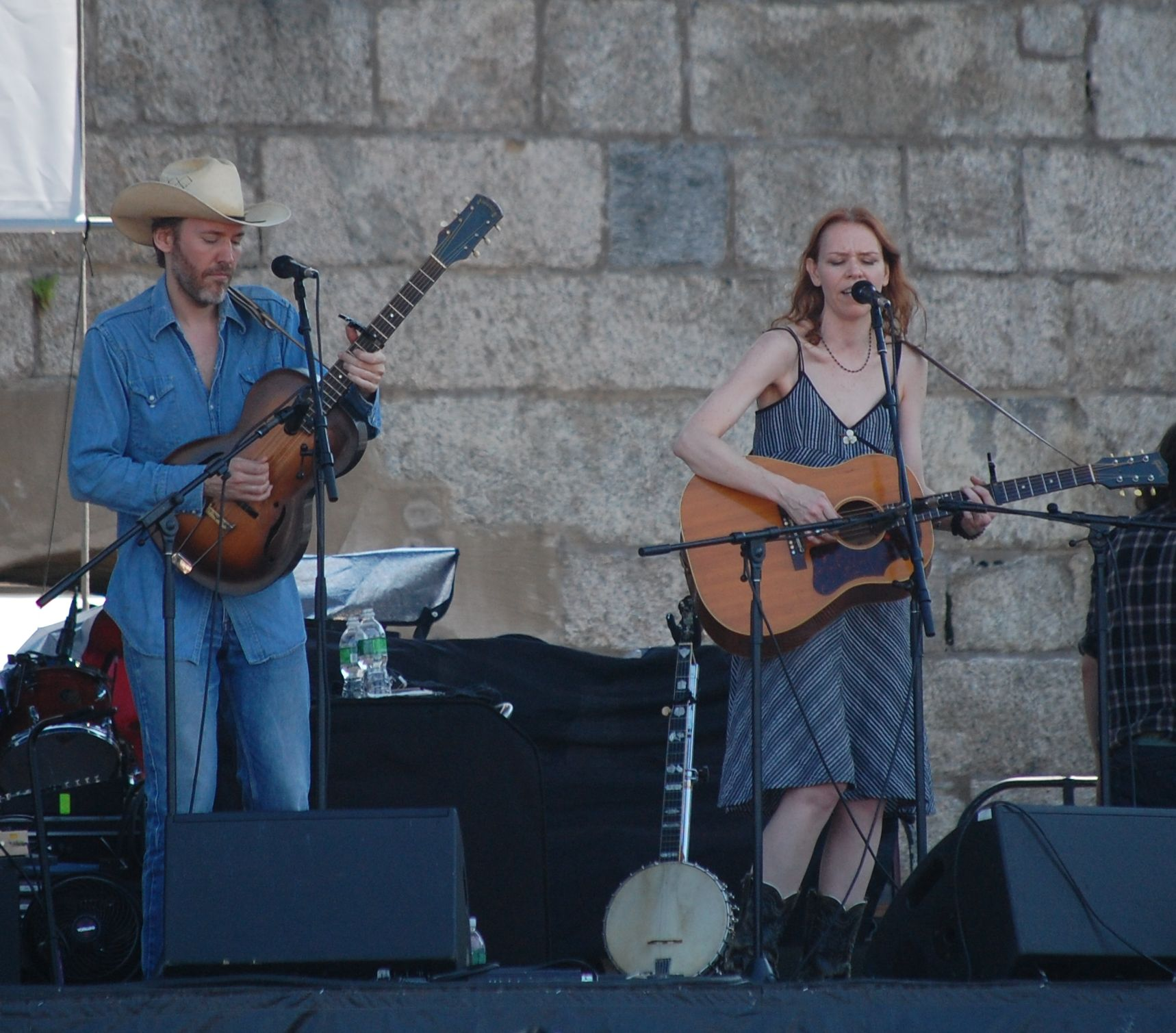
Mit Gillian Welch in Newport (2009)

### Produktionen mit Gillian Welch und anderen Musikern
David Rawlings studierte am Berklee College of Music in Boston, wo er Gillian Welch kennenlernte. Von Anfang an war er bei ihren Alben dabei, bei Revival (1996) als Studiomusiker und bei Hell Among the Yearlings (1998) auch als Songwriter. Beide waren von T-Bone Burnett produziert worden, bei Time (The Revelator) 2001 übernahm er auch die Produktion. Gemeinsam unterstützten sie Ryan Adams bei seinem Debütalbum Heartbreaker. Danach gründeten sie die Woodland Sound Studios in Nashville, wo sie Welshs viertes Album Soul Journey aufnahmen.
Rawlings begann auch für andere Interpreten zu arbeiten und produzierte für Old Crow Medicine Show 2004 ihr erstes Chartalbum O.C.M.S. Anschließend sprang er als Ersatz auf der Tour der Band ein. Er produzierte auch die Nachfolgealben und schrieb bei den Songs mit.
Mitte der 2000er Jahre stand er selbst immer öfter auf der Bühne und wurde dabei von Welsh und anderen Musikern unterstützt. Die Auftritte erfolgten unter dem Namen Dave Rawlings Machine und mündeten 2009 in dem Album A Friend of a Friend.

### Veröffentlichungen solo und als Duo und Auszeichnungen
Nach längerer Pause folgte danach ein weiteres Album von Gillian Welsh. The Harrow & the Harvest erschien 2011 und wurde im Jahr darauf für einen Grammy Award in der Kategorie Bestes Folkalbum nominiert. Es folgten Produktionen für Damien Rice und Willie Watson und weitere Auftritte. 2015 erschien Album Nummer zwei Nashville Obsolete von der Dave Rawlings Machine. Weitere zwei Jahre später erschien Poor David’s Almanack, wieder mit vielen anderen Musikern, diesmal aber nicht unter dem Bandnamen, sondern unter seinem eigenen Namen. Das Album kam auf Platz 10 der US-Folkcharts. Es fand auch international Beachtung und kam unter anderem in die offiziellen britischen Charts. Der Albumsong Cumberland Gap brachte ihm eine weitere Grammy-Nominierung.
2018 trugen Rawlings und Welch mehrere Songs zum Soundtrack des Films The Ballad of Buster Scruggs der Coen-Brüder bei. Das gemeinsame Lied When a Cowboy Trades His Spurs for Wings ragte dabei besonders heraus und erhielt eine Oscar-Nominierung für den besten Filmsong. Danach nahmen sie eine Reihe von Coversongs und Traditionals auf und veröffentlichten sie erstmals unter ihrer beider Namen auf dem Album All the Good Times (Are Past and Gone). Zum zweiten Mal wurden sie für einen Grammy für das beste Folkalbum nominiert und gewannen diesmal die Auszeichnung.
Ein Tornado erfasste 2020 Nashville und zerstörte ihr Studio. Sie begannen den Wiederaufbau und nahmen weitere Songs auf. Die Lieder veröffentlichten sie 2024 auf dem Album Woodland, benannt nach dem Studio. Es erschien erneut als gemeinsames Album und brachte ihnen den zweiten Folkalbum-Grammy in Folge.

## Diskografie
Alben
- A Friend of a Friend (als Dave Rawlings Machine, 2009)
- Nashville Obsolete (als Dave Rawlings Machine, 2015)
- Poor David’s Almanack (2017)

Mit Gillian Welch
- All the Good Times (Are Past & Gone) (2020)
- Woodland (2024)

Lieder
- Cumberland Gap (2017)
- When a Cowboy Trades His Spurs for Wings (mit Gillian Welch, 2019)

## Auszeichnungen
Grammy Awards
- 2012
  - Nominierung: Bestes Folkalbum für The Harrow & the Harvest von Gillian Welch (Produzent)
- 2018
  - Nominierung: Bester American-Roots-Song für Cumberland Gap
- 2021: Bestes Folkalbum für All the Good Times (mit Gillian Welch)
- 2025: Bestes Folkalbum für Woodland (mit Gillian Welch)
  - Nominierung: Beste Americana-Darbietung für Empty Trainload of Sky (mit Gillian Welch)

Oscar
- 2019
  - Nominierung: Bester Song für When a Cowboy Trades His Spurs for Wings (mit Gillian Welch, Film: The Ballad of Buster Scruggs)